# Sacierges-Saint-Martin
Sacierges-Saint-Martin là một xã ở tỉnh Indre khu vực trung bộ Pháp. Xã này có diện tích 31,17 kilômét vuông, dân số thời điểm năm 1999 là 337 người. Khu vực này có độ cao trung bình 135 mét trên mực nước biển.
Thị trấn này nằm trong công viên tự nhiên vùng Brenne.